# Plectiscus minutus
Plectiscus minutus là một loài tò vò trong họ Ichneumonidae.